# Западнославянские языки
Западнославя́нские языки́ — группа в составе славянской ветви индоевропейской языковой семьи, в которую входят польский с кашубским, серболужицкий, чешский, словацкий, а также вымерший полабский язык. Распространены в Центральной и Восточной Европе — в Польше, Чехии, Словакии, а также в Нижней Лужице на территории федеральной земли Бранденбург и в Верхней Лужице на территории федеральной земли Саксония в Германии. Кроме того, носители западнославянских языков живут в ряде других стран Европы (сопредельных с названными выше: Украина, Беларусь, Литва, Австрия, Венгрия, или не граничащих с ними: Франция, Сербия, Россия и др.), в странах Америки (США, Канада, Аргентина) и в Австралии.
Общее число говорящих свыше 60 млн человек.
Для западнославянских языков характерны общие, сложившиеся в древности и обособившие их от других славянских языков, черты. В области фонетики: сохранение сочетаний согласных tl, dl; результаты второй и третьей палатализации для задненёбного ch, перешедшего в š; сохранение сочетаний kv, gv (hv); наличие согласных c, dz (или z) на месте праславянских сочетаний *tj, *kt и *dj; отсутствие эпентезы l после губных согласных не в начале слова.
Письменность современных западнославянских языков основана на латинском алфавите, древнейший памятник датируется XIII веком (на чешском языке).

## Классификация
Западнославянские языки разделяют на три подгруппы, различия между которыми появились в позднюю праславянскую эпоху:
- Лехитская подгруппа
  - Западнолехитские
    - полабский †
    - поморский (поморские диалекты) †
      - кашубский
        - словинский †

  - Восточнолехитские
    - польский
      - силезский
- Лужицкая подгруппа
  - верхнелужицкий
  - нижнелужицкий
- Чешско-словацкая подгруппа
  - словацкий
  - чешский
    - кнаанит †

Лехитская подгруппа, включавшая польский, полабский, кашубский, а ранее и другие племенные языки, в настоящее время состоит только из польского и кашубского, причём кашубский нередко рассматривается в числе польских диалектов. Вымерший в XX веке словинский идиом представляет собой архаичный диалект кашубского языка. В последнее время на рубеже XX—XXI веков отмечается движение за придание статуса самостоятельного языка силезскому диалекту, предпринимаются попытки его кодификации.

Лужицкая подгруппа, по мнению многих лингвистов, представлена единым серболужицким языком, внутренне дифференцированным, имеющим две литературные формы, нижнелужицкую и верхнелужицкую. В то же время как два самостоятельных языка рассматривает нижнелужицкий и верхнелужицкий Г. Шустер-Шевц.

Кроме того, преобладающие черты восточнословацкого диалекта с регулярными западнославянскими или юго-западнославянскими чертами (при сохранении некоторых карпато-русинских элементов) характеризуют южнорусинский язык, распространённый в Сербии и Хорватии.

## Ареал и численность
Наиболее распространённые западнославянские языки — польский (35 млн), чешский (9,5 млн) и словацкий (4,5 млн). Немногочисленное население кашубов проживает на территории Польши. Полабский язык ныне является мёртвым. Он восстанавливается на основе отдельных слов и местных названий, имеющихся в латинских и немецких документах, в небольших записях живой речи XVII—XVIII веков.
Лужицкие языки сохранились в виде небольших островков на территории Германии. Лужицких сербов насчитывается около 150 тысяч. Они имеют свои школы, свою печать, в Берлинском университете есть славянское отделение.

## История
Формирование современного западнославянского языкового ареала и общих западнославянских языковых черт тесно связано с историей развития праславянского языка, в особенности на его поздних этапах.
К концу первого тысячелетия до н. э. древние славяне населяли область, локализуемую на востоке Центральной Европы приблизительно к северу от Карпатских гор. К IV веку н. э. праславянский ареал расширился до бассейна реки Одер на западе и бассейна реки Днепр в его среднем течении на востоке, до южных берегов Балтийского моря и Мазурских озёр на севере и до Припятских болот на юге.
С V века славяне продвинулись в районы верхнего Днепра и Припяти, ассимилируя и оттесняя местные балтийские племена, а с VI века колонизационные потоки славян достигли территории, заселённой финскими племенами. В это же время славяне расселились ещё западнее, занимая территории, оставленные германскими племенами в период Великого переселения народов, или же селились чересполосно с германцами на землях от Одера до бассейна реки Эльбы в её среднем и нижнем течении — крайне западными районами расселения славян стали основание полуострова Ютландия, земли за Эльбой в её нижнем течении, река Заале и Богемский лес. С VI века часть славян стала переселяться на юг, вероятнее всего, через карпатские и судетские перевалы на юго-западе и через южно-румынскую низменность (Валахию) — на юго-востоке. Славяне заняли территории современных Чехии, Моравии, Словакии и частично Паннонии (славянское население Паннонии, по-видимому, носило рассеянный характер и вскоре было покорено кочевыми племенами авар). Продвигаясь далее на юго-запад и на юг, славянские племена расселились к VI веку в Восточных Альпах и к VI—VII векам заняли бо́льшую часть Балканского полуострова вплоть до греческого Пелопоннеса. О путях переселения славян говорят схожие этнонимы в западном и южном праславянском ареалах: западные сербы (лужицкие), хорваты (чешские), моравы и ободриты (полабские) — южные сербы, хорваты, мораване (сербские) ободриты.
В процессе расселения славян в Центральной Европе во второй половине первого тысячелетии н. э. сложился западнославянский ареал, включающий по большей части территории современных Польши (исключая её северо-восточные районы, заселённые балтийскими племенами пруссов), Чехии, Словакии и Восточной Германии. На этой территории были расселены такие крупные племенные союзы, как бодричи, лютичи, сербы, поморяне, поляне, мазовшане, висляне, слензане.
До начала расселения славян на обширной территории Центральной и Восточной Европы во второй половине первого тысячелетии н. э. язык древних славян предположительно был относительно однородным. Появление диалектных различий в праславянском ареале отмечается, по-видимому, только лишь с середины первого тысячелетия н. э. Первоначально формируется противопоставление западного и восточного позднепраславянских ареалов. Диалект западных праславян стал основой формирования современных западнославянских языков, а на основе диалекта восточных праславян сложились современные восточнославянские и южнославянские языки. Границей между западным и восточным ареалами позднепраславянского языка предположительно была река Буг в её верхнем и среднем течении, по которой проходил пучок древних фонетических изоглосс. К середине I тысячелетия н. э. отчётливо прослеживаются различия между западным и восточным праславянскими ареалами в таких фонетических явлениях, как сохранение или утрата взрывного компонента в сочетаниях согласных *tl, *dl; переход *х в š или s в процессе 2-й и 3-й палатализации; сохранение или изменение заднеязычных в сочетании *kvě, *gvě; изменение сочетаний *tj, *kt и *dj в свистящие или шипящие согласные; развитие l эпентетического или его отсутствие в позиции после губных согласных p, b, m, v. При этом указанные изофоны могли заходить на часть территории соседнего диалектного ареала. Так, например, в прасреднесловацком ареале отмечен переход *tl, *dl > l, а в севернословенском отмечено сохранение *tl, *dl, в некоторых лексемах в кашубском и севернопольском ареале, как и в древненовгородском, произошёл переход *dl > gl и т. д. Существует точка зрения, согласно которой l эпентетическое сформировалось во всём праславянском ареале, и его утрата в ряде позиций в празападнославянском и прамакедонско-болгарском диалектах является вторичной.
После расселения славян на юг за Судеты и Карпаты между южной частью празападнославянского ареала (территории современных Чехии и Словакии) и северо-западной частью праюжнославянского ареала (областью, на основе праславянских диалектов которой сформировался современный словенский язык) сохранялись тесные связи. Это отражено в общности некоторых фонетических, грамматических и лексических черт. В частности, в словенском ареале отмечается частичное сохранение групп tl, dl, стяжение типа stati (< stojati), batise (< bojati se). Кроме того, общность южной части празападнославянского ареала (прачешско-словацкого) и всего праюжнославянского ареала выражена в развитии такого древнего языкового явления, как переход *tort > trāt, *tolt > tlāt, *tert > trēt, *telt > tlēt. Следы ранних связей между южной частью празападнославянского ареала и праюжнославянским ареалом, а также отражение ранних славянских миграций, прослеживаются также в наличии так называемых югославизмов, отмечаемых в говорах среднесловацкого диалекта. После вторжения в Паннонию в конце XI — начале X века кочевых племён, предков современных венгров, произошёл разрыв относительного пространственного единства праславянской этнолингвистической общности. Гипотетический переходный диалект между западнославянским и южнославянским ареалами был утрачен. Прачешско-словацкий диалект и прасловенский диалект стали развиваться независимо друг от друга.
Развитие периферийных территорий западнославянского ареала нередко происходило с отклонениями от языкового развития основного ареала, некоторые языковые изменения не затрагивали периферию или же протекали замедленно. Например, свои особенности характеризовали развитие редуцированных в полабском языке.
В результате средневековой экспансии немецкого языка часть западнославянских диалектов в течение нескольких веков была вытеснена немецким и исчезла. В их числе диалект майнских венедов, некоторые черты которого восстанавливаются по данным ономастики.
Звуковые соответствия праславянского происхождения в западнославянских языках:
| праславянский              | Современные западнославянские языки              | Современные западнославянские языки        | Современные западнославянские языки           | Современные западнославянские языки              | Современные западнославянские языки        |
| праславянский              | словацкий                                        | чешский                                    | польский                                      | верхнелужицкий                                   | нижнелужицкий                              |
| -------------------------- | ------------------------------------------------ | ------------------------------------------ | --------------------------------------------- | ------------------------------------------------ | ------------------------------------------ |
| *tl, *dl                   | plietol, мн. ч. plietli, zjedol, мн. ч. zjedli   | pletl, мн. ч. pletli, snědl, мн. ч. snědli | plótł, мн. ч. pletli, zjadł, мн. ч. zjedli    | pletł, мн. ч. pletli, zjědł, мн. ч. zjědli       | platł, мн. ч. platli, zjědł, мн. ч. zjědli |
| *tl, *dl                   | šidlo, диал. šilo                                | šídlo                                      | szydło                                        | šidło                                            | šydło                                      |
| *х                         | šerý                                             | šerý                                       | szary                                         | šěry                                             | šery                                       |
| *х                         | strecha — диал. na strese, mních — им. мн. mnísi | střecha — na střeše, mnich — им. мн. mniši | strzecha — na strzesze, mnich — им. мн. mnisi | třěcha — na třěše, paduch «вор» — им. мн. paduši | stšecha — na stśěše                        |
| *х                         | všetok                                           | všechen                                    | wszystek                                      | wšón                                             | wšen                                       |
| *kvě, *gvě                 | kvet, hviezda                                    | květ, hvězda                               | kwiat, gwiazda                                | kwět, hwězda                                     | kwět, gwězda                               |
| *tj, *kt (перед i, e, ь)   | svieca, noc                                      | svíce, noc                                 | świeca, noc                                   | swěca, nóc                                       | swěca, noc                                 |
| *dj                        | medza                                            | meze                                       | miedza                                        | mjeza                                            | mjaza                                      |
| *mj                        | zem                                              | země                                       | ziemia                                        | zemja                                            | zemja                                      |
| *ҍ                         | viera, verný                                     | víra, věrný                                | wiara, wierny                                 | wěra, wěrny                                      | wěra, wěrny                                |
| *ę, *ǫ                     | mäso, ťažký                                      | maso, ťěžký                                | mięso, ciężki                                 | mjaso, ćěžki                                     | měso, śěžki                                |
| *ę, *ǫ                     | ruka, kút                                        | ruka, kout                                 | ręka, kąt                                     | ruka, kućik                                      | ruka, kuśik                                |
| *ort, *olt (не в а. п. a)  | rásť, rástol                                     | růst, rostl                                | rosnąć                                        | rosć                                             | rosć                                       |
| *ort, *olt (не в а. п. a)  | lakeť                                            | loket                                      | łokieć                                        | łochć                                            | łokś                                       |
| *tort, *tolt, *tert, *telt | strana                                           | strana                                     | strona                                        | strona                                           | strona                                     |
| *tort, *tolt, *tert, *telt | zlato                                            | zlato                                      | złoto                                         | złoto                                            | złoto                                      |
| *tort, *tolt, *tert, *telt | streda                                           | středa                                     | środa                                         | srjeda                                           | srjoda                                     |
| *tort, *tolt, *tert, *telt | mlieko                                           | mléko                                      | mleko                                         | mloko                                            | mloko                                      |
| *tъrt, *tьrt, *tъlt, *tьlt | hrb                                              | hrb                                        | garb                                          | horb                                             | gjarb                                      |
| *tъrt, *tьrt, *tъlt, *tьlt | vrch                                             | vrch                                       | wierzch                                       | wjerch                                           | wjerch                                     |
| *tъrt, *tьrt, *tъlt, *tьlt | dlh                                              | dluh                                       | dług                                          | dołh                                             | dług                                       |
| *tъrt, *tьrt, *tъlt, *tьlt | vlk                                              | vlk                                        | wilk                                          | wjelk                                            | wjelk                                      |

## Письменные памятники
К древнейшим письменным памятникам на западнославянских языках относят Киевские листки и Фрейзингские отрывки, датируемые второй половиной X века. Данные рукописи, написанные на старославянском языке, содержат ряд западнославянских особенностей (моравизмов, или богемизмов). Вероятно, Киевские листки были созданы на территории Чехии (Моравии) или же чешским (или моравским) писцом, прибывшим на Балканы.

## Языковые особенности
Западнославянские языки характеризуются рядом общих фонетических черт, сформировавшихся в праславянскую эпоху в племенных диалектах западных славян. Эти черты отличают их от восточнославянских и южнославянских языков:
1. Сохранение архаичных сочетаний согласных tl, dl в соответствии с l в других славянских языках: пол. plótł, mydło, чеш. pletl, mýdlo, словац. plietol, mydlo, в.-луж. pletł, mydło, н.-луж. pletł, mydło (рус. плёл, мыло).
2. Результаты второй и третьей палатализации, в которых при одинаковом преобразовании задненёбных k и g на месте ch представлен согласный š в соответствии s в других славянских языках: пол. wszak, szary, чеш. však, šerý, словац. však, šerý, в.-луж. wšak, šěry (рус. всякий, серый).
3. Сохранение сочетаний kv, gv (hv) в позиции второй палатализации, в других языках k и g в сочетаниях с v подверглись палатализации — cv, zv (dzv): пол. kwiat, gwiazda, чеш. květ, hvězda, словац. kvet, hviezda, в.-луж. kwět, hwězda, н.-луж. kwět, gwězda (рус. цвет, звезда).
4. Свистящие согласные c, dz (или z) на месте праславянских сочетаний *tj, *kt перед гласными переднего ряда и *dj в соответствии с шипящими или иными рефлексами этих сочетаний в других славянских языках (č, ž, št, dj, žd, ć): пол. świeca < *světja, noc < *noktis, sadzać, чеш. svíce, noc, sázet, словац. svieca, noc, sádzat’, в.-луж. swěca, nóc, sadźeć, н.-луж. swěca, sajźać (рус. свеча, ночь, сажать).
5. Отсутствие l эпентетического после губных согласных p, b, m, v на стыке морфем на месте праславянских сочетаний губного с j: пол. ziemia, kupiony, чеш. země, koupený, словац. zem, kúpený, в.-луж. zemja, kupjeny, н.-луж. zemja, kupjeny (рус. земля, купленный). Нерегулярно распространена данная черта в польском и кашубском языках: пол. kropla (рус. капля), кашубские топонимы типа Korablewo. Данная изофона является древней западнославянско-болгарской, поскольку отсутствие l было характерно как для языков предков западных славян, так и для языка предков болгар.
6. Сохранение и продление кратких гласных на месте праславянского новоакутового ударения: пол. król, чеш. král, kůň, словац. král’, kôň, в.-луж. kóń (рус. король, конь). Продление кратких гласных реализовано в западнославянских языках непоследовательно.

Также западнославянские языки (исключая литературный словацкий язык и среднесловацкий диалект) характеризуются древней фонетической особенностью, объединяющей их с восточнославянскими языками — изменения начальных ort, olt. Если под акутовой интонацией произошло изменение в rat, lat, как и у южных славян, то под циркумфлексной ort, olt перешли в rot, lot только в западнославянских и восточнославянских языках.
Наряду с общими фонетическими чертами, сложившимися в праславянский период, для языков западнославянской группы характерны некоторые общие изменения, появившиеся позднее во время их самостоятельного развития. В ряде случаев эти изменения не затронули периферийные районы западнославянского ареала:
1. Формирование динамического ударения, закреплённого за определённым слогом, на месте свободного ударения, характерного для праславянского языка. Ударение на первом слоге (инициальное) отмечается в лужицких языках, на большей части территории распространения чешского и словацкого языков, в южнокашубском диалекте и говорах крайнего юга ареалов малопольского и силезского диалектов польского языка. Ударение на предпоследнем слоге (парокситоническое) характерно для польского языка, североморавских диалектов чешского языка и восточнословацкого диалекта. На северо-западной периферии — в севернокашубском диалекте и полабском языке — сохранилось подвижное ударение.
2. На большей части западнославянского ареала (с отклонениями в среднесловацком диалекте, а также в полабском и верхнелужицком языках) произошло одинаковое изменение редуцированных в сильной позиции (ъ, ь > e): пол. sen < sъnъ, dzień < dьnь, чеш. den, sen (рус. сон, день), словац. deň, но ovos, l’an, von, dážd’ (рус. день, овёс, лён, вон (наружу), дождь), в.-луж. dźeń, но kozoł, law, won, dešć (рус. день, козёл, лев, вон (наружу), дождь), полаб. dan, dåzd (рус. день, дождь).
3. Стяжение гласных при выпадении интервокального j: пол. pas, bać się, bojaźliwy, przyjaciel, чеш. pás, bát se, bázlivý, přítel, словац. pás, bát’ sa, bojazlivý, priatel’, в.-луж. pas, bojeć so, přećel, н.-луж. pas, bojaś se, pśijaśel (рус. пояс, бояться, боязливый, приятель).

## Внутренняя дифференциация
Ряд языковых черт противопоставляет северные западнославянские (лехитские) языки южным (чешско-словацким). Серболужицкие языки, в которых встречаются особенности как лехитской, так и чешско-словацкой подгрупп, занимают переходное положение между ними. В лехитской подгруппе отмечается противопоставление западных кашубского и полабского языков восточному польскому.

К языковым изменениям, по-разному реализованным в лехитской и чешско-словацкой подгруппах в праславянскую эпоху, либо в период распада или сразу после распада праславянской общности, относят:
1. Изменения в группах tort, tert, tolt, telt. В языках лехитской подгруппы (и в серболужицких языках) данные группы изменились в trot, tret, tlot, tlet: пол. wrota, złoto, brzeg, mleć, в.-луж. wrota, złoto, brjóh, mlěć (рус. ворота, золото, берег, молоть), а в чешско-словацких, как и в южнославянских языках — в trat, trět, tlat, tlět: чеш. vrata, zlato, břeh, mlít, словац. vrata, zlato, breh, mliet’. Отсутствие метатезы в сочетании trot в кашубском (кашуб. warta) и полабском (полаб. vórtǎ) языках является одним из различий между западными и восточными лехитами. Широко представленные в кашубской топонимике неметатезированные сочетания tort сохраняются в настоящее время в основном в севернокашубском диалекте. Отмечалось отсутствие метатезы в данном сочетании и в среднеболгарских памятниках.
2. Сохранение в языках лехитской подгруппы носовых гласных, развившихся из праславянских ę, ǫ: пол. ręka (но rączka), ciężki (но ciąża). В чешско-словацкой подгруппе (и в серболужицких языках) праславянские ę, ǫ изменились в u и ä, позднее давшие разнообразные рефлексы: чеш. ruka, maso, těžký, словац. ruka, mäso, t’ažký, в.-луж. ruka, mjaso, ćežki (рус. рука, мясо, тяжкий).
3. Изменение праславянского ě в нижний ä в лехитских языках, давший затем в польском гласный a перед твёрдыми переднеязычными и e в остальных случаях: biały — bielić, dzielić — dział (рус. белый, делить). В чешско-словацких языках (и в серболужицких языках) ě перешёл в средне-верхний ě, развившийся в чешском и словацком в кратком слоге в e, а в долгом слоге в дифтонг ie (позднее в чешском давший долгий гласный í): чеш. dělit [d’elit], díl, словац. delit’, diel, в.-луж. dźělić [džeilič] (рус. делить).